# Glebocarcinus amphioetus
Glebocarcinus amphioetus is een krabbensoort uit de familie van de Cancridae. De wetenschappelijke naam van de soort is voor het eerst geldig gepubliceerd in 1898 door Rathbun.